# Wielewo (powiat kętrzyński)
Wielewo (niem. Willkamm) – osada w Polsce położona w województwie warmińsko-mazurskim, w powiecie kętrzyńskim, w gminie Barciany.
W latach 1975–1998 miejscowość administracyjnie należała do województwa olsztyńskiego.

## Historia

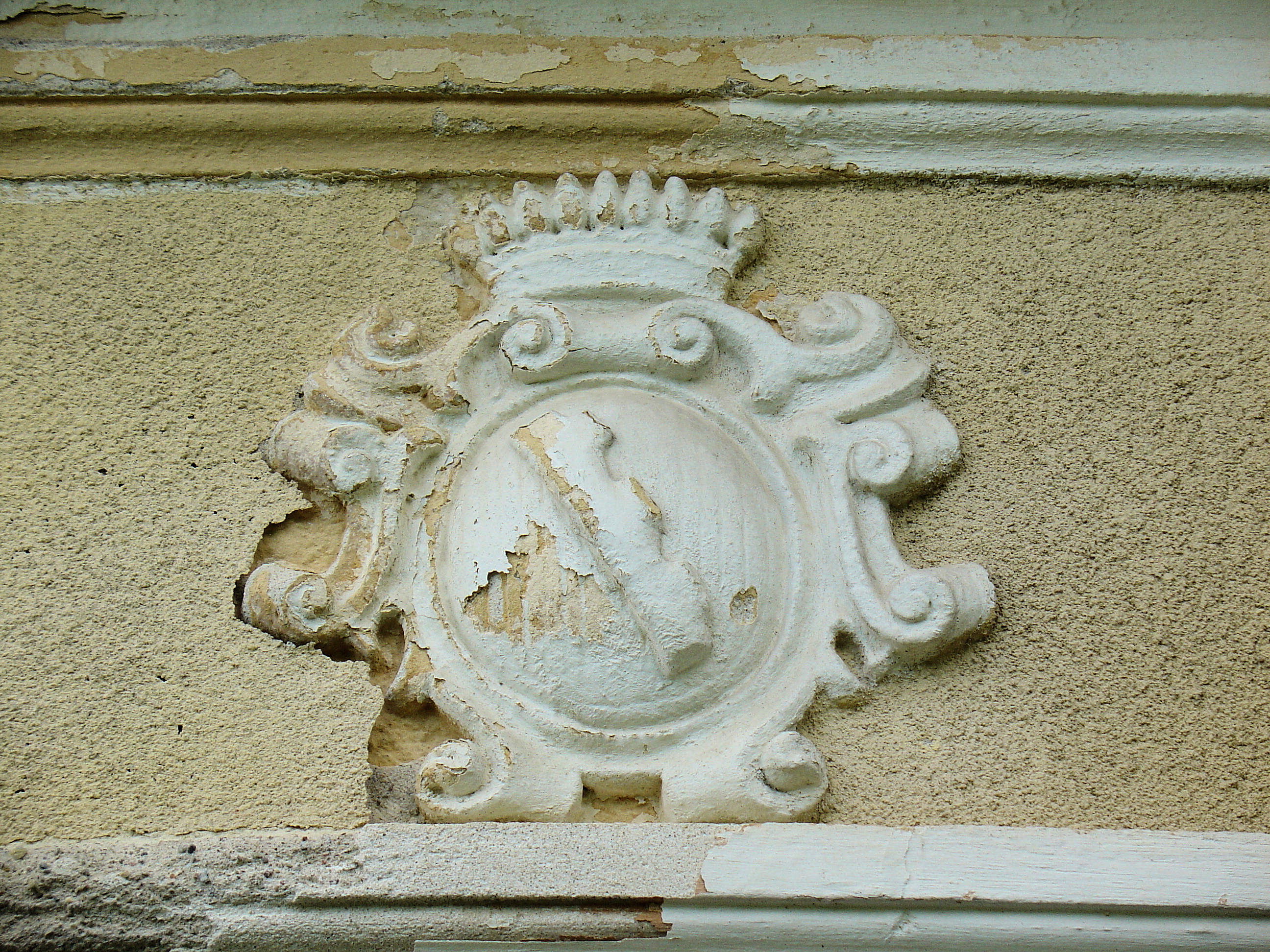
Kartusz herbowy na elewacji pałacu

Wieś została założona w 1409 na prawie chełmińskim. Osadnicy mieli 15 lat wolnizny. Od 1474 Wielewo należało do rodu von Rautterów, jako wynagrodzenie za usługi na rzecz zakonu krzyżackiego. Od połowy XIX w. siedziba majoratu von Pressentin von Rautter. W 1929 powierzchnia majątku wynosiła 2162 ha. Po 1945 stacjonowało tu wojsko, następnie przejęte przez PGR.

## Zabytki
Do wojewódzkiego rejestru zabytków wpisane są obiekty:
- pałac zbudowany na planie wydłużonego prostokąta przez Fryderyka von Rautter w 1797 w stylu późnobarokowym, na zrębie wcześniejszej budowli. Budynek powstał na planie wydłużonego prostokąta w formie pawilonowym, posiada jednoosiową fasadę ogrodową z trzema ryzalitami, środkowy jest półowalny. Fasada główna posiada dwa ryzality, elewacja ozdobiona pilastrami i stiukami, nad wejściem kartusz herbowy Rautterów, dach mansardowy. Przebudowany w 1925. Ostatnim właścicielem był hrabia Rautter-Wilkamm. Remontowany w latach 60 XX w. Zabudowania folwarczne zrujnowane. Wokół pozostałości parku i staw[6].
- park.